# Amedej Vetrih
Amedej Vetrih (Vitovlje, 16 settembre 1990) è un ex calciatore sloveno, di ruolo centrocampista.

## Carriera

### Club
Cresciuto nelle giovanili del Gorica, nel 2009 debutta in prima squadra. Nel gennaio del 2014 viene prelevato a titolo definitivo dal Parma, che lo lascia in prestito al Gorica. Terminato il prestito, rimane svincolato a causa del fallimento del Parma e si accasa al Domžale.

## Palmarès

### Club

#### Competizioni nazionali
- Coppa di Slovenia: 2

Gorica: 2013-2014
Domžale: 2016-2017